# Myrmeleon catarractarus
Myrmeleon catarractarus är en insektsart som beskrevs av Johannes von Nepomuk Franz Xaver Gistel 1856. Myrmeleon catarractarus ingår i släktet Myrmeleon och familjen myrlejonsländor. Inga underarter finns listade i Catalogue of Life.